# Gríma Červivec
Gríma Červivec je postava z Tolkienova Pána prstenů, slídivý služebník Sarumana. V době, kdy byl Théoden, král Rohanu, proklet Sarumanem, mu Gríma našeptával a postupně nad Théodenem získával kontrolu. 
Když však přijel do Rohanu čaroděj Gandalf, Théodenovu mysl osvobodil a Grímu vyhnal. Ten se vrátil za Sarumanem do Železného pasu a radil jeho armádě, jak dobýt Helmův Žleb. Když však Saruman v bitvě neuspěl, ztratil svou moc a Železný pas byl poté zničen. Gríma mu i přesto sloužil, společně uprchli a dlouho se skrývali. V době, kdy se odehrála velká válka o Minas Tirith a kdy byl zničen prsten moci, se Saruman s Grímou vydali do Kraje (rodiště hobitů). Saruman je vinil ze své porážky.
Terorizoval a ničil Kraj až do příjezdu 4 hobitích hrdinů, Smíška, Pipina, Froda a Sama. Ti iniciovali bitvu vzbouřených hobitů, vedených hlavně Smíškem a Pipinem, proti Sarumanovým poskokům. Znovu byl Saruman poražen a prosil o život. Hobiti mu život darovali, ale při odchodu z Kraje Saruman hobitům na Grímu prozradil hrozné věci a urazil ho. Gríma se rozzuřil a zabil Sarumana svou dýkou. V té chvíli ho hobití lučištníci zastřelili a Gríma zemřel.